# 新自由主義
新自由主義（）とは、政治や経済の分野で「新しい自由主義」を意味する思想や概念。なお日本では以下の複数の用語の日本語訳として使われている。
- ネオリベラリズム（英語版）。1930年以降、社会的市場経済に対して個人の自由や市場原理を再評価し、政府による個人や市場への介入を最低限とすべきと提唱する経済学上の思想。1970年以降の日本では主にこの意味で使用される場合が多い。
- ニューリベラリズム（英語版）。初期の個人主義的で自由放任主義的な古典的自由主義に対して、より社会的公正を重視し、自由な個人や市場の実現のためには政府による介入も必要と考え、社会保障などを提唱する[2]。詳細は社会自由主義および社会的市場経済を参照。

当記事ではネオリベラリズムの意味を記述する。

## 概要
1929年の世界恐慌による不況時、主にケインズを中心とする一部の経済学者らは政府の主に財政政策による需要喚起政策が不況に対して有効であるという事を提唱し、それが各国の政策として採用されるようになった。また、同時期から第二次世界大戦後にかけて各国はイギリスのゆりかごから墓場までに代表される福祉政策を今までよりも積極的に行うようになっていった。
また、その後ケインズによる需要喚起政策が不況に対して有効であることや、財政支出によって引き起こされるインフレーションが失業を減少させることが発見され、各国の政府の政策の基本となっていった。しかしながら1970年代頃から、インフレと失業・不況が同時に発生するスタグフレーションが各国で発生したことや、英国での財政破綻を受けて、上記の政策に反する出来事が発生するようになっていった。
この流れを受けて、ミルトン・フリードマンやフリードリヒ・ハイエクらに代表される、政府による裁量的な政策を批判し、市場原理を重視する経済学者らが発言力を強め、彼らの提唱する政策が各国政府に導入されていった。
1980年代にはジョン・ウィリアムソンによって、ワシントン・コンセンサスが成立し、均衡財政、福祉・公共サービスなどの縮小、公営事業の民営化、グローバル化を前提とした経済政策、産業政策の禁止、規制緩和による競争促進、労働者保護廃止などの経済政策が体系化した。
新自由主義を推進した主な学者、評論家、エコノミストにはミルトン・フリードマン、フリードリヒ・ハイエクなどがいる。また新自由主義に基づく諸政策を実行した主な政治家にはレーガンの他にマーガレット・サッチャー（サッチャリズム）などがいる。日本では小泉純一郎などが挙げられる。
高度経済成長期の経済体制（フォーディズム）に続く資本主義経済の体制であり、国家による富の再分配を主張する社会民主主義（英：Democratic Socialism）、国家が資本主義経済を直接に管理する開発主義の経済政策などと対立する。全ての企業活動が計画経済を原則として国家の管理下に置かれる国家社会主義や中国やロシアの国家資本主義とは対極にある経済思想である。

## 用語
新自由主義またはネオリベラリズムという用語は、1938年にドイツの学者アレクサンダー・リュストウとウォルター・リップマン国際会議により作られた、その会議では新自由主義の概念を「価格決定のメカニズム、自由な企業、競争があり強く公平な国家体制の優先」と定義した。自由主義（リベラリズム）の中で「新自由主義」（ネオリベラリズム）と名付けた理由は、現代の経済政策が必要だからである。
なお「新自由主義」という用語は歴史的経緯や学派の違いなどから、決定的な定義や統一された見解を見出すのは難しい。理論面では、フライブルク学派、オーストリア学派、シカゴ学派、リップマン現実主義など、複数の異なった学問的アプローチにその発生が見られる。また1973年のアウグスト・ピノチェトによるチリ・クーデターに始まる軍政の期間（1990年まで）、この用語を使用した反対派の学者は、特定の経済理論を指したのではなく、チリで行われた政治的・経済的な改革に対して軽蔑語の意味を込めて使用した。
1990年代以降、この用語の定義はさらに困難となり、思想、経済理論、開発理論、経済改革政策などを表現する複数の意味で使用され、経済を自由化する潮流を非難する意味での使用も拡大し、最初のネオリベラリストによる概念よりも更に初期のレッセフェール原理に近い市場原理主義も示唆している。そのためこの用語の正確な意味や、特に近年の多数の種類の市場経済に対しての使用について、多くの議論が行われている。
新自由主義の意味に関する第一の問題は、新自由主義との用語の元となった自由主義（リベラリズム）自体が定義困難という事である。第二の問題は、新自由主義の意味が純粋に理論的な思想から、実際的で実践的な意味に変化した事である。1970年代以降は新自由主義の受容が進展し、新自由主義的な改革を約束する新自由主義的な政府が世界中に公然と登場したが、しかし政府は状況に応じ常に約束した改革を実行したわけではなかった。つまり大多数の新自由主義は、常にイデオロギー的に新自由主義的とは限らない。
新自由主義の代表的な論者である肯定派のフリードリヒ・ハイエク、ミルトン・フリードマン、批判者のデヴィッド・ハーヴェイ、ノーム・チョムスキー などによる説明の間でも、新自由主義の意味に合意は見られないため、個人間の意見の相違の無い新自由主義の定義の作成は難しい。
ボアスとガンス＝モースの共著によれば、この用語が使用されている最も一般的な意味は、「価格統制の廃止、資本市場の規制緩和、貿易障壁の縮小」などや、特に民営化と緊縮財政などの政府による経済への影響の削減などの経済改革政策である。この用語は複数の意味で使用されており、その例には、ワシントン・コンセンサスに反対する開発モデル、最小国家主義など政府の機能を削減する自由主義概念を非難するイデオロギー用語、更には新古典派経済学に密接に関連する学問的パラダイムなどがある。またこの用語は、民間部門へ権限委譲し経済の役割を増大させる公的政策への偏見として使われていると考えている人もいる。
日本で「新自由主義」という言葉は、大正時代の末期に上田貞次郎により用いられた。

## 歴史

### 初期

#### オーストリア学派

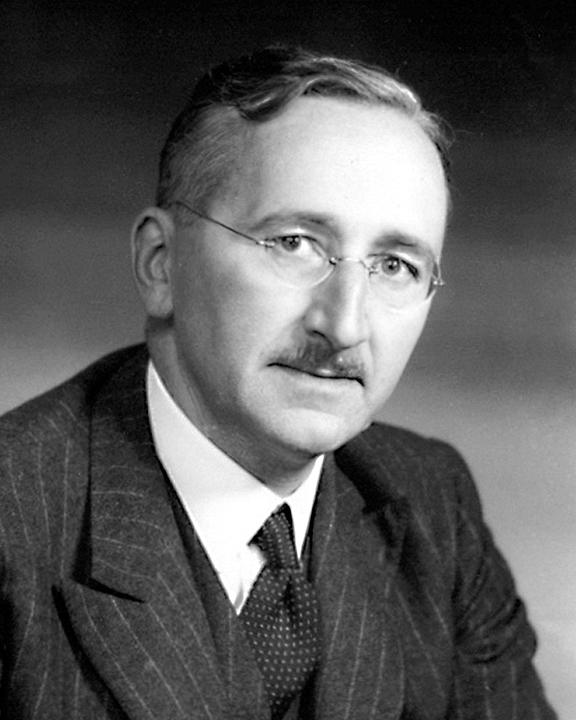
フリードリヒ・ハイエク.

経済学のオーストリア学派は、経済現象の基礎を個人の意図的な行動に置く方法論的個人主義を提唱した。オーストリア学派の呼称は、カール・メンガーらが19世紀後半から20世紀のウィーンで活動した事から生まれた。オーストリア学派による経済理論への貢献には、主観的価値論(en)、価格理論における限界効用理論、経済計算論争の系統的論述などがある。

#### ウォルター・リップマン会議
1930年代、反自由主義の雰囲気が決定的となった。そこで哲学者ルイ・レージエの提唱で、1938年8月にパリでウォルター・リップマン国際会議が開かれた。ウォルター・リップマン、フリードリヒ・ハイエク、ルートヴィヒ・フォン・ミーゼス、ロベール・マルジョラン、ナチスの迫害を避けてトルコに亡命した経済学者ヴィルヘルム・レプケ、ドイツ革命に参加しヴァイマル共和政の経済問題担当大臣としてルール地方の石炭産業の国有化に携わったアレクサンダー・リュストウ、フランス銀行副総裁のジャック・リュエフなどが参加した。リップマン、リュストヴ、レージエらはレッセフェールの古い自由主義は失敗したため新しい自由主義が必要だと主張したが、ハイエクやミーゼスはそのような非難には同調しなかった。しかし、すべての参加者が新しい自由主義の研究プロジェクトの必要性に同意した。リュストヴの提案によりこのプロジェクトを「ネオリベラリズム」と呼ぶことになった。この会議から生まれたネオリベラリズムは、政府の規制を排除した自由な市場経済というリュストヴの概念に沿っていた。それは資本主義とも共産主義とも異なる第三の道への試みでもあった。このように初期のネオリベラリズムは、21世紀に広く認識されているような市場原理主義とは異なった概念であった。
この国際会議は、ネオリベラリズムの国際組織として自由主義刷新国際研究センター（Centre International d’études pour la Rénovation du libéralisme）を設立した。本部をパリに置いて、センターは1939年から活動を開始した。発足時の参加者87名のほとんどはフランス人であり、1926年に欧州経済関税同盟（l'Union économique européenne）を設立したシャルル・ジッドがいた。ベルギー人のパウル・ファン・ゼーラントと弟のマルセル、レオン・デュプリエ、モーリス・フレールらも所属していた。

#### モンペルラン・ソサイエティー
1947年、フリードリヒ・ハイエクは新自由主義の理論や政策を広めるためにモンペルラン・ソサイエティーを設立し、リュストウらもこれに参加した。ハイエクらは、古典的自由主義は概念的な欠陥により機能せず失敗したため、その診断と是正のために集中的な議論が必要と考えた。

### 第二次世界大戦後

#### シカゴ学派

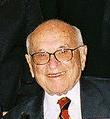
ミルトン・フリードマン、2005年

ミルトン・フリードマンを中心としたシカゴ学派は、シカゴ大学の教授陣を中心として生まれ、経済学の学術的なコミュニティでは新古典派経済学とも呼ばれている。この学派は政府による介入を批判し、中央銀行による通貨供給を例外として大半の市場に対する規制に反対し、旧来の政府の裁量が大きい福祉政策に否定的な見解を示し、負の所得税等、政府の裁量が小さい福祉政策の導入を主張した。この理論は1980年代までに、新古典派の価格理論や、リバタリアニズムに影響し、ケインズの提唱した枠組みや理論を受け入れた上でそれらを修正し、マネタリズムを支持した。

#### ドイツとオルド自由主義

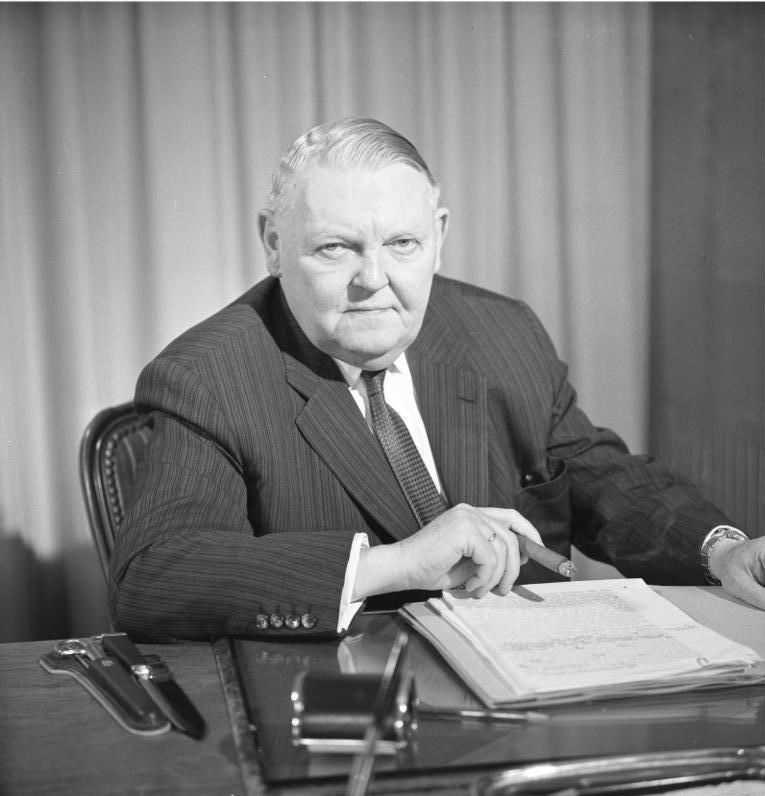
ルートヴィヒ・エアハルト

新自由主義の概念はドイツで最初に構築された。1930-1940年代、ルートヴィヒ・エアハルトを中心とした新自由主義の経済学者達は新自由主義の概念を研究開発し、第二次世界大戦後の西ドイツに貢献した。エアハルトはモンペルラン・ソサイエティーのメンバーで他の新自由主義者と継続的に交流した。彼は自分自身を「ネオリベラル」と分類し、その分類を受け入れた。
1930年、フライブルク大学を中心としたフライブルク経済学派の思想はオルド自由主義とも呼ばれ、より穏健で実用主義的であった。ドイツの新自由主義者は、競争が経済的繁栄を生むという古典的自由主義的な観念を受容したが、レッセフェール的な国家政策は競争の自由への脅威となる独占やカルテルを生み、強者が弱者を破滅させ、競争を窒息させると論じた。彼らは良く開発された法的システムと有能な規制の創設を支持した。彼らはケインズ主義の全面的な適用には反対したが、経済的効率と同等に人道的・社会的な価値を置く意思により、福祉国家の拡充する理論となった。
アルフレート・ミュラー＝アルマックは、この理念の平等主義的で人道主義的な傾向を強調するために「社会市場経済」という表現を新造した。テイラー・C・ボアスとジョーダン・ガンス＝モースによるとヴァルター・オイケンは「社会保障と社会的正義は我々の時代の重要な関心事だ」と述べた。

#### イギリス
ラテン・アメリカに次いで新自由主義的な政策が導入されたのは、イギリスであった。それ以前のイギリスでは基幹産業の国有化や、ゆりかごから墓場までに代表される大規模な福祉政策や再分配政策が行なわれていた。しかしながら、これらの政策は英国病と呼ばれる大規模な経済の停滞を引き起こした。具体的には不満の冬と呼ばれる公共機関での労働組合の発言力が強力になった結果、ストライキが頻発し公共サービスが機能不全に陥る現象が発生した。また、国有産業は生産性の向上等、自力で収益を改善する努力を怠り政府の補助金に頼るようになっていき、これらの産業は競争力を失っていった。
1979年に選挙に勝利し、首相となったマーガレット・サッチャーは、国営企業の民営化や、石炭・造船などの重厚長大産業の解体、財政再建に乗り出した。その結果として、インフレの収束とそれに伴う短期的な主に非熟練労働者層における失業率の増加が発生し、支持率が低下した。しかし、1982年に発生したフォークランド紛争に勝利し、この勝利を追い風に結果支持率は回復し、長期政権となった。
その後のブレア政権においては消費者の保護等においては政府による介入を行うも、労働党の党綱領から生産手段と輸送の国有化を削除して経済政策を自由市場経済に転換する「第三の道」と呼ばれる路線を採り、同政権下において失業は解消された。

#### オーストラリア
1980年代以降、オーストラリアでは労働党と自由党の両党によって新自由主義的な経済政策が実施された。1983年から1996年のボブ・ホークおよびポール・キーティング政権は、経済的な自由化とミクロ経済的改革の政策を追求し、国営事業の民営化、要素市場の規制緩和、オーストラリア・ドルの流動化、貿易障壁の緩和などを行った。

#### アメリカ
アメリカにおいて最初に新自由主義的政策を採用したのは1977年に大統領に就任した民主党のカーターである。彼は物流業界や金融産業への規制を緩和した。これらの経済の自由化政策はその後のレーガン政権にも引き継がれ、同政権下において連邦所得税の最高税率は50%から28%に引き下げられ、法人税率は46%から34%に引き下げられた。レーガン政権の下で、失業率は1981年の1983年で7%から10%まで一時的に上昇し、その後1989年まで5%に減少したが、これがレーガンの経済政策によるものかは議論が続いている。加えて、産業への規制緩和も実施し、放送法の改正によって、現在のアメリカのメディアは形作られていった。その後もクリントン政権にまで自由主義的政策は受け継がれ、北米自由貿易協定(NAFTA)の締結を行い、金融機関への規制であるグラス・スティーガル法を廃止した。

#### 日本
1982年に首相に就任した中曽根康弘は、「民活プロジェクト」推進を掲げ、民間企業の活力を利用して財政負担なしに社会整備を図り、さらには、日本専売公社、日本国有鉄道および日本電信電話公社の三公社を民営化させた。その後、橋本政権での金融ビッグバンや、小泉政権での聖域なき構造改革による規制緩和に新自由主義的政策は引き継がれる。

#### チリ

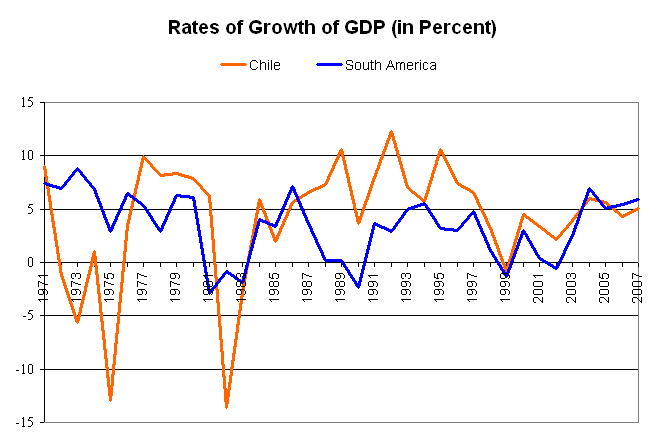
チリと他のラテンアメリカ諸国との実質経済成長率のグラフ

1973年に米国から支援を受け発生した、チリ・クーデターによって権力を掌握したピノチェト政権ではシカゴ・ボーイズの提言を受け入れ、規制緩和や民営化、政府支出の削減、中央銀行による金利の引き上げ等、経済の自由化政策を推し進めた。それ以前のチリでは恒常的に高いインフレが発生しており、1974年に約600%のインフレ率を記録していたものの、1979年には50%、1982年のチリ経済危機直前にはインフレ率は10%にまで収束した。また、経済成長率は他のラテンアメリカ諸国より高い値を記録することが多かった。また、チリの乳児死亡率は1000人当たりで1970年の76.1人から1989年には22.6人に低下し、ラテンアメリカで最低となった。しかしながら、当時から現代のチリでは経済的格差が他のラテンアメリカ諸国より高い水準に留まっており、また、上記の政策が1982年の経済危機を悪化させていると主張する学者もおり、これらの政策は一部修正されることとなった。また、反対派の粛清等も同時期に行われた。
現代では、経済の自由化政策について経済学者の間では様々な見解がある。CIA World Factbookでは健全な経済政策によってチリの貧困は半分以上が解消されたと記述されている。また、同時期での格差の拡大は政策の結果としてもたらされたものかどうかという点で議論が続いている。

#### チリ以外のラテン・アメリカ
1960年代、ラテンアメリカの知識階層はオルド自由主義の理念に注目し、しばしばスペイン語の新自由主義（ネオリベラリスモ）との用語を学派名として使用した。彼らは特に社会的市場経済とドイツの「経済の奇跡」に影響を受け、自国への類似政策導入を模索した。1960年代のネオリベラリズムは、独占への傾向に反対して社会的不平等を緩和するために国家政策を使用する事を支持する、古典的自由主義よりも近代的な哲学を意味していた。実態についてはホンジュラスの経済を参照。

### 古典的新自由主義
初期の自由主義が古典的自由主義と呼ばれるように、初期の新自由主義は古典的新自由主義（クラシカル・ネオリベラリズム）とも呼ばれ、ハイエクやミーゼスなどを含む戦間期のオーストリアの経済学者を中心として作成された。彼らは、社会主義政府とファシズム政府の両方によってヨーロッパで自由主義が衰退して行く状況を懸念して自由を再構築する試みを開始し、新自由主義の基礎となった。
新自由主義の中心概念は法の支配であった。ハイエクは、強制が最小となった場合に自由が最大となると信じた。ハイエクは自由な社会でも強制の完全な廃止は不可能と信じていたが、強制を望むかどうかの判断は個人に許される必要があると論じた。彼はその実態は法で、その使用は法の支配であるとした。この考えを実現する重要な仕組みには権力分立などが含まれ、この概念が立法者から短期的な目標追求を分離し、また多数派による絶対権力を防止する事で、法に実効性を持たると考えた。そして立憲主義の概念により立法者も成立した法によって法的に束縛される。
また古典的新自由主義は、伝統を尊重した保守的な運動・右派運動を指向した。だが、チリのアウグスト・ピノチェト、イギリスのマーガレット・サッチャー、アメリカ合衆国のロナルド・レーガンなどの政策は、新しい文化を生み出す力がない故に、古い文化・伝統への依存や国家の成立過程への信仰、新しい文化の否定などをもたらした。
1980年代にはジョン・ウィリアムソンによって、新自由主義的な目的の実践的な宣言である以下の10項目からなるワシントン・コンセンサスが成文化された。
1. 財政規律
2. 公共支出の優先順
3. 税制改革
4. 金融自由化
5. 競争力のある為替相場
6. 貿易自由化
7. 資本自由化
8. 国営企業の民営化
9. 規制緩和
10. 所有権法の確立

しかしこうしたワシントン・コンセンサスの実践は中南米諸国の経済を破綻させワシントン・コンセンサスに対する抵抗が強まった。

### 経済的新自由主義
経済的新自由主義（エコノミック・ネオリベラリズム）は新自由主義の重要な形態で、古典的自由主義と経済的自由主義の歴史的な断絶の間から現れた。ある体系が新自由主義的と呼ばれる場合、通常はこの意味である。経済的新自由主義は多くの点で古典的新自由主義とは異なる。
フリードマンは、新自由主義は結果主義的なリバタリアンでもあると論じた。それはイデオロギー的な理由からではなく、実利的な展開の結果として、経済における政府の干渉の最小化を採用するからである。経済的新自由主義の中核は、新自由主義的経済（ネオリベラル・エコノミー）のイデオロギーを証明する多様な理論である。
ケインズに否定的な新自由主義政策が標榜したのは、生産能力の成長である（サプライサイド経済学）。
新自由主義の理論によれば、ジニ係数が上昇したとしても、自由競争と国際貿易によって貧困層も含む全体の「所得が底上げされる」と考えられていた（トリクルダウン理論）。

### 哲学的新自由主義
経済的新自由主義は経済原則に重点を置くが、少数だが経済政策以外にも触れている。経済的新自由主義の最も急進的な種類の1つでは、健康、教育、エネルギーなどの分野に新しい市場を作る事により、自由市場の技法を商業や経営の外部にも適用することを提唱している。この視点では論理的帰結として重要な自由とは市場の自由のみであり、新自由主義はより哲学的な方向性を持ち、単なる経済理論から宗教や文化に近づく。
ポール・トレナーの説明では以下である。「我々は何故此処にいるのか、私は何をすべきか」といったステレオタイプな論理的設問に対して、新自由主義者は「我々は市場にいる、競争すべきである」と回答する。新自由主義者は人類は市場に存在し他の道は無いと考える傾向があり、市場での実践が善であり、市場に参加しなければいずれは失敗すると確信している。個人的な倫理観でも、一般的な新自由主義的な視点では全ての人類は自分自身を管理する起業者で、そう行動すべきとする。個人は起業家と同様に将来を含めた自己のステータスを最大化するために友人、趣味、スポーツ、配偶者などを選択するという長所の倫理である。この姿勢は初期の自由主義には見られないが、市場原理を人生の非経済的領域に拡大したものであり、新自由主義の特徴的な点である。

### グローバリズム
1989年、国際通貨基金は経済危機への対応としてワシントン・コンセンサスなどの見解を支持し、発展途上国における国際企業のリスクを減らす活動を行った。
これらを批判する立場からは、これらの政策は「新自由主義」や「新植民地主義」と呼ばれている。その主張では、国際的な金融やビジネスでは、低開発国では現実には制度や権利のレベルも低い事が大きなリスクとなり、発展途上国は通常は先進国と比較して国際市場へアクセスできる特権が少なく、国際金融は地元の企業よりも国内の多国籍企業など海外企業に投資し易いため、国際企業は競争上の不公正な優位を得ている。また投機的な資本の流入は景気の過熱や後退に応じて経済の不安定化や経済危機を発生させる。
デヴィッド・ハーヴェイは2001年のアルゼンチンの例を挙げて、地域の指導者は彼らの利益のために貧困者の負担で新自由主義的な改革を実行する一方で、他方では「邪悪な帝国主義者」を批判している、と述べた。

## 議論
新自由主義に関しては、その用語の定義や範囲を含め、多くの論争的な議論が存在している。

### 肯定論
- 新自由主義者である八代尚宏は著書『新自由主義の復権 日本経済はなぜ停滞しているのか』（2011年8月、中公新書）で以下を記した。新自由主義（ネオリベラリズム）は、1970年代にケインズ政策の批判の主体となり、主要な思想家にはハイエク、フリードマン、ベッカーなどが挙げられる[47]。日本における「反市場主義」の思想は、「賢人政治」の思想と、伝統的な「共同体重視」の思想がある[48]。「本来の新自由主義の思想」は、市場競争を重視した資源配分、効率的な所得再配分政策、公平な社会保険制度などである[49]。アダム・スミスは重商主義を非難したが政府の役割を否定しておらず[50]、世界金融危機などは政府の失敗も大きい[51]。
- エコノミストの山田久は「新自由主義は世界に所得の不平等をもたらしたとして批判を受けている。しかし『富める者はますます富み、貧しい者はますます貧しく』という状況が生まれたのは、新自由主義そのものの構造的欠陥というよりも、世界経済の構図の変化による結果なのである。むしろ、それ以前の経済システムにおける反市場主義的な思想を後退させ、市場原理尊重の考え方を『常識化』して、世界経済の成長力を取り戻したという歴史的意義があったというべきである」と指摘している[43]。
- FRB議長を務めたバーナンキは新自由主義の経済学者として代表的なミルトンフリードマンに対して、経済学に対して独創的で、多大な功績を挙げ、当時の金融経済学に対して及ぼした影響の大きさは、いくら評価しても誇張にならないほどであり、彼の貢献によってFRBは二度と世界恐慌時のような金融政策上の過ちを犯さないだろうという旨の賞賛を送った。[22]
- ニューケインジアンである経済学者のグレゴリー・マンキューはフリードマンがアクチュアリーにならず、経済学者になり、今日でのマクロ経済学の基礎を整備したことで世界はより良い場所になったと述べ、彼の経済学に対する貢献によって合理的期待形成に基づく理論によって現実をより正確に説明することが出来るようになったとエッセイの中で述べた。[52]
- マキノー島公共政策センターの経済学修士であるマイケル・D・ラファイヴはフリードマンの死後に発表した記事において、フリードマンは生涯において、自信の理論を知性を以て進歩させ、経済学者とそうでない人々の世界への眼差しを変え、彼の死は惜しいものであると述べた。

### 批判
- ナオミ・クラインは著書『ショック・ドクトリン』で、ミルトン・フリードマンとシカゴ・ボーイズの理論と政治活動が、いかに世界各国に悪影響を与えたかを、劇的に明らかにした。フリードマンは公園や水事業などまで含む公共財の民営化を主張し、極端な原始的資本主義の賛美をおこなった。さらにフリードマンもハイエクもチリの独裁者であるピノチェトや、英国のサッチャーらと個人的にも親しかったことまで暴露されている[53]。
- デヴィッド・ハーヴェイは著書『ネオリベラリズムとは何か』で、ネオリベラリズムとはグローバル化する新自由主義であり、国際格差や階級格差を激化させ、世界システムを危機に陥れようとしていると批判した[54]。また著書『新自由主義:その歴史的展開と現在』で、新自由主義は世界を支配し再編しようとしていると記した[55]。
- 宇沢弘文は「新自由主義は、企業の自由が最大限に保証されてはじめて、個人の能力が最大限に発揮され、さまざまな生産要素が効率的に利用できるという一種の信念に基づいており、そのためにすべての資源、生産要素を私有化し、すべてのものを市場を通じて取り引きするような制度をつくるという考え方である。新自由主義は、水や大気、教育や医療、公共的交通機関といった分野については、新しく市場をつくって、自由市場・自由貿易を追求していくものであり、社会的共通資本を根本から否定するものである」と指摘している[56]。
- もともと新自由主義者であり、転向したかに見えた中谷巌は「新自由主義が、市場で『値段がつかないもの』の価値をゼロと見なしている。これこそが21世紀における人類社会に最大の困難をもたらした原因である」と指摘している[57]。一方、中谷は後に「自分は現在も新自由主義者」と語っている。
- 中野剛志は日本で1990年代から流行した新自由主義に対しては違和感を覚えており、その理由として日本的経営が急に批判対象となったことや、人間は歴史的に形成されたルールに強く拘束されていることを挙げている。

1. 個人とは共同体の一員で、歴史・伝統・慣習に束縛された存在であり、そのような人々が活動して初めて安定的な市場秩序が成立すること
2. 人間関係・歴史・伝統・共同体から切り離された個人は全体主義的なリーダーに集まり、国家の言いなりになること
3. 共同体・文化を破壊したり、強引に作り替えようとすると必ず全体主義に辿りつく

というハイエクによる指摘に特にショックを受けたと述べている。日本型経営も歴史や文化の流れで少しずつ形成されたものであり、ハイエクも日本型経営こそが自生的な秩序（スポンテニアス・オーダー）であり、真の個人主義の基礎であると言ったに違いないとしている。日本の新自由主義者たちはそれを破壊することを明言しており、ハイエクに言わせれば彼らは偽りの自由主義者であり、全体主義者であるとし、小泉政権時の政治は見事に全体主義であったと述べている。
- 兼子良夫神奈川大学学長（経済学・地方財政学、2016年4月より神大学長）は新自由主義経済の弊害を指摘、フリードリヒ・ハイエクなどが起草したモンペルラン協会の設立宣言にも「人間の尊厳」という文言が記載されている事を指摘、新自由主義的資本主義がもたらしたグローバル化の中で学生には「人間の尊厳」を守る社会を構築する義務と責任を果たしてほしいと説く。[59]

### その他
- 中谷巌は「グローバリズム、新自由主義は、大航海時代以来続いてきた『西洋による非西洋世界の征服』という大きな歴史の流れの中で理解する必要がある。新自由主義の本質とは『グローバル資本が自由に国境を超えて移動できる金融資本主義を完成させようという思想』である。新自由主義の理論は市場経済を簡潔に説明することはできるが、社会・伝統・文化に与える影響については、誰も理論化できていない」と指摘している[57]。
- 増田壽男（元法政大学総長）らは「サッチャーやレーガンによって主張されるようになった新保守主義・新自由主義の考え方は、その根底に1960年代に主流であったケインズ政策に対する批判がある」とし[60]、1970年代のスタグフレーションと経済政策破綻をいかに解決するかという中から生まれた市場原理主義とした[60]。新自由主義は雇用面ではケインズ主義の「硬直性」を排除し、福祉国家を解体する[61]。また1982年の日本の中曽根政権も新自由主義、新保守主義の思想潮流の一翼を担った[62]。新自由主義・新保守主義は、ケインズ経済学であるインフレをマネタリストの立場で貨幣供給のコントロールにより克服しようとした点では一面の真理があったが、スタグフレーションは克服できず、多国籍企業によるグローバリゼーションと「カジノ経済」をもたらし、世界経済は新しい危機に見舞われる事になった、とした[63]。
- ハイエクや石原慎太郎を支持する森元孝（早稲田大学教授）は著書『フリードリヒ・フォン・ハイエクのウィーン - ネオ・リベラリズムの構想とその時代』で、第二次世界大戦後に出現した「新自由主義」というコンセプトは、現在アメリカや日本で「ネオ・リベラリズム」と呼ばれているものとは相違が甚だしい、と記した[64]。第二次世界大戦後の復興期に現れてくる新自由主義者には、古自由主義は弱肉強食の競争を生むものの、次段階でトラスト、経済と政治の融合、経済の腐敗を生み、最終的にナチズムのような専制独裁を許したという共通した考え方があり、こうした古い自由主義から決別するという信念があるとした[65]。
- アレキサンダー・リュストウはフリードリヒ・ハイエクの立場を古自由主義と呼び批判し、文化理論を経済政策に結びつけようとした[66]。またオイケンは秩序ある自由主義、古自由主義の刷新という意味で新自由主義と称したが、競争の抑制という点では社会民主主義との区別は困難である。ハイエクは経済と市場を区別し、いわば経済の諸秩序の外に市場があり、個別経済は市場を通じて相互調整していき、そこには固有のルールが存在していると考えた[67]。
- 経済学者の小宮隆太郎（元東京大学教授）は「最近（2008年）、市場原理主義・新自由主義批判が目立つが、何を批判しているのか。レッセ・フェールの”弊害”や『市場の失敗』はケインズ、マーシャル、ピグーも指摘していた。ミクロ経済学の常識である」と指摘している[68]。

## 関連文献
- フリードリヒ・ハイエク『隷属への道』1944年。
- ミルトン・フリードマン『資本主義と自由』1975年。